# Kalypso (planetka)
(53) Kalypso je planetka nacházející se v hlavním pásu asteroidů. Její průměr činí asi 116 km. Byla objevena 4. dubna 1858 německým astronomem R. Lutherem.